# Köroğlu

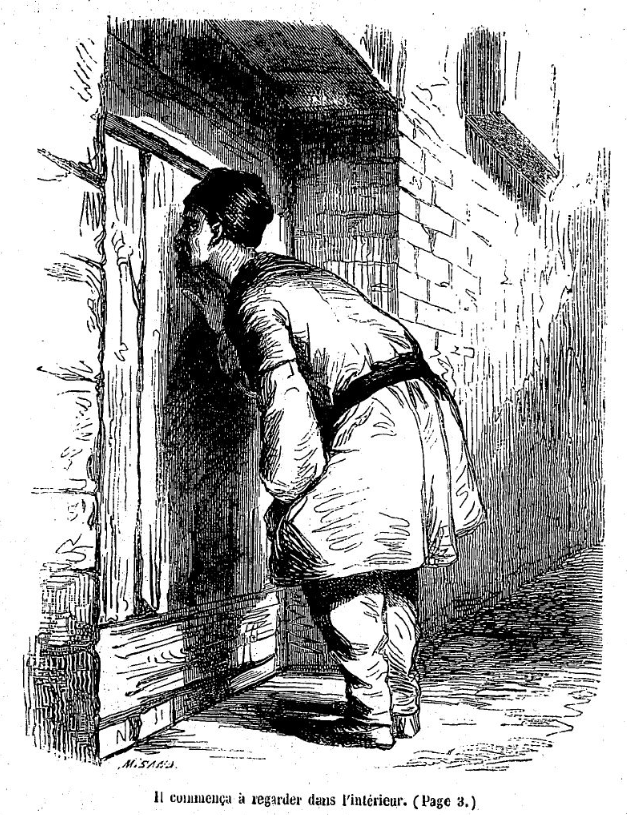
Darstellung des Köroğlu 1853 von Maurice Sand

Köroğlu ist eine Gestalt aus der mündlich tradierten türkischen Volksliteratur Anatoliens und angrenzender Länder. Köroğlu (wörtl. „Sohn des Blinden“) verkörpert die Figur des edlen Räubers. Er bekämpft die Tyrannen und verteilt das Geraubte unter den Armen.
Weitere zentrale Elemente sind der Kampf gegen den Herrscher, Brautraub und das Schicksal des „Schimmels“ (Kırat). Man unterscheidet eine östliche und westliche Überlieferung. In der östlichen Variante heißt die Hauptfigur Görogly, Gorogly oder Gurugly mit der Bedeutung „Sohn des Grabes“. Die Mutter der Hauptfigur verstirbt in dieser Version schwanger und gebiert ihren Sohn im Grab. Das Epos ist auch in den armenischen, georgischen, kurdischen, tadschikischen und afghanischen Kulturkreisen verbreitet. In mehreren Varianten der Überlieferung ist Köroğlu ein Barde (Aşık), der seine Lieder mit der Saz verbreitet.
Die Geschichte Köroğlus ist wahrscheinlich die bekannteste türkische Volkserzählung. Köroğlu gilt als der türkische Robin Hood. Es existieren zahlreiche Varianten dieser Überlieferung. In der bekanntesten Version ist Köroğlu eine Person namens Ruşen Ali aus Bolu im 16. Jahrhundert. Eine Gebirgskette dort trägt Köroğlus Namen: die Köroğlu Dağları. Köroğlu darf jedoch nicht als tatsächlich historische Figur betrachtet werden. Der Name tauchte insbesondere im Zusammenhang zu den Celali-Aufständen auf.
Die erste englische Übersetzung der aserbaidschanischen Variante des Epos wurde 1842 von Alexander Chodźko veröffentlicht. Die Figur des Köroğlu wurde beispielsweise von Yaşar Kemal in seinem Werk Üç Anadolu Efsanesi literarisch adaptiert.
Die epische Kunst um Köroğlu mit Erzählungen, Gesang, Komposition, Poesie, Prosa und Improvisation wurde 2015 in die UNESCO-Liste des immateriellen Kulturerbes der Menschheit aufgenommen.